# 환상 특급 사고

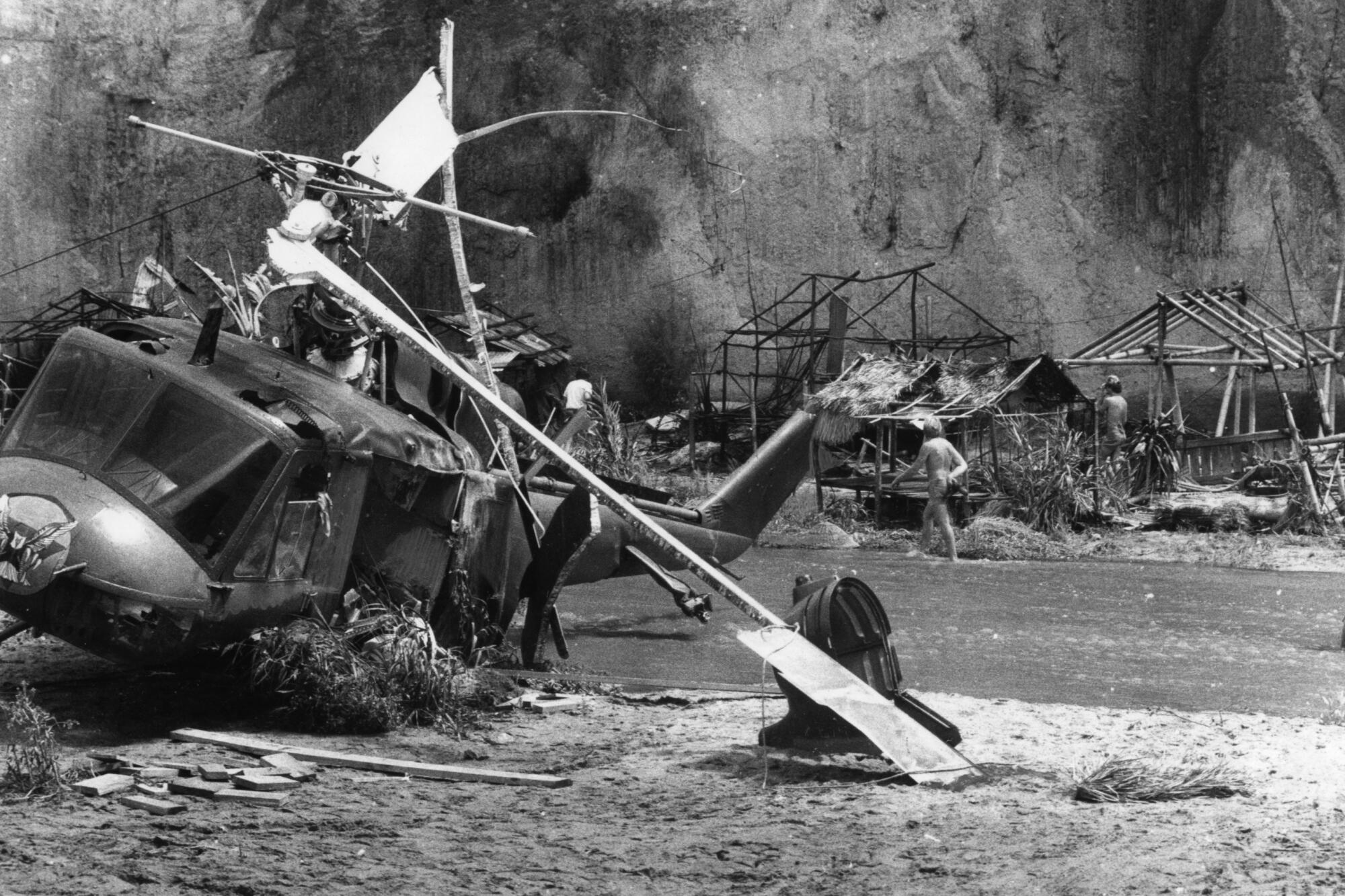
사고 직후 촬영장에서 헬리콥터 잔해

1982년 7월 23일, 환상 특급 촬영 중 캘리포니아 발렌시아의 인디언 듄스에서 벨 UH-1 이로쿼이 헬리콥터가 추락했다. 이 사고로 지상에 있던 배우 빅 모로와 아역 배우 마이카 딘 레, 르네 신 이 첸이 사망했고, 헬리콥터 탑승자 6명은 부상을 입었다. 이 사고는 존 랜디스 감독을 포함한 영화 촬영 책임자들을 대상으로 한 수년간의 민사 및 형사 소송으로 이어졌고, 미국 영화 산업에 새로운 절차와 안전 기준이 도입되는 계기가 되었다.

## 배경
환상 특급 (1983년 영화)는 네 가지 에피소드로 구성되어 있었다. 첫 번째 에피소드 "타임 아웃"의 대본에서 빌 코너 (빅 모로)는 베트남 전쟁 시대로 시간 이동하여 미군으로부터 두 아이를 보호하는 베트남 남자가 된다.
이 첫 번째 에피소드를 연출한 영화 제작자 존 랜디스는 필요한 허가 없이 7세 마이카 딘 레와 6세 르네 신 이 첸 (중국어 정체자: 陳欣怡, 병음: Chén Xīnyí)을 고용하여 캘리포니아주의 아동 노동법을 위반했다. 랜디스와 그의 스태프들은 사고와 관련된 다른 인물들과 관련된 여러 노동법 위반을 저질렀으며, 이는 나중에 밝혀졌다.
아이들은 르네의 삼촌인 피터 웨이 테 첸에게 아내의 동료가 영화 제작 비서라는 접근을 받은 후 고용되었다. 첸은 그의 형의 대만 출생 딸인 르네를 생각했고, 르네의 부모는 르네의 참여를 허락했다. 그는 그 다음 베트남인 동료인 대니얼 리에게 전화했고, 그에게는 마이카라는 어린 아들이 있었다. 마이카는 사진 찍는 것을 좋아하는 외향적인 소년이었고, 그래서 그의 부모는 그가 흥미를 가질 것이라고 생각했다. 첸은 아이들 중 누구도 폭발물 근처나 헬리콥터 근처에서 작업할 것이라는 통보를 받은 적이 없다고 증언했다.
레와 첸은 야간에 어린이의 노동을 허용하지 않는 주법을 회피하기 위해 뒷돈을 받고 있었다. 랜디스는 특별 면제를 요청하지 않았는데, 이는 그가 그렇게 늦은 시간에 허가를 받지 못할 것이라고 생각했거나, 아니면 많은 폭발물이 있는 장면에 어린 아이들을 두는 것에 대한 승인을 받지 못할 것이라는 것을 알았기 때문이었다. 캐스팅 에이전트는 아이들이 그 장면에 참여할 것이라는 사실을 알지 못했다. 조감독 조지 폴시 주니어는 아이들의 부모에게 아이들이 장면에 참여하고 있다는 사실을 촬영장에 있는 소방관들에게 말하지 말라고 지시했으며, 복지사로도 일하는 화재 안전 담당관으로부터 아이들을 숨겼다. 화재 안전 담당관은 폭발로 인해 충돌이 발생할까 우려했지만, 자신의 우려를 랜디스에게 말하지 않았다.

## 사고
촬영지는 샌타클라리타의 발렌시아 지역에 위치한 영화 촬영 목장인 인디언 듄스였다. 이곳은 1980년대 내내 영화와 TV 쇼에 사용되었다. 촬영지는 30마일 스튜디오 존 내에 있었고, 넓은 개방 구역 덕분에 더 많은 폭죽 효과를 사용할 수 있었으며, 배경에 도시의 불빛이 보이지 않게 야간 장면을 촬영할 수 있었다. 인디언 듄스의 600 ac (2.4 km2)는 또한 푸른 언덕, 건조한 사막, 빽빽한 숲, 그리고 샌타클라라강을 따라 정글과 같은 강바닥 등 다양한 지형을 가지고 있어 아프가니스탄, 미얀마, 브라질, 베트남 등 전 세계의 장소를 대신하기에 적합했다.
야간 장면은 모로의 캐릭터가 버려진 마을을 가로질러 얕은 강을 건너며 두 아이를 안고 가는 동안, 공중에 떠 있는 헬리콥터에 탄 미군 병사들에게 쫓기는 내용을 담고 있었다. 헬리콥터는 베트남 전쟁 참전용사인 도르시 윙고가 조종했다. 촬영 중 윙고는 헬리콥터를 지상으로부터 25 ft (7.6 m) 높이에 정지시킨 채 큰 박격포 효과 근처에 떠 있었고, 다음 카메라 촬영을 위해 항공기를 왼쪽으로 180도 회전시켰다. 헬리콥터의 테일 로터가 아직 폭발물 위에 있을 때 효과가 폭발했고, 박격포 위에 있던 금속 뚜껑이 테일 로터를 강타하여 로터가 고장 나 꼬리에서 분리되었다. 저공비행하던 헬리콥터는 통제 불능 상태가 되었다. 동시에 모로는 첸을 물속에 떨어뜨렸다. 그가 그녀를 잡으려고 손을 뻗었을 때 헬리콥터가 그와 두 아이 위에 떨어졌다. 모로와 레는 헬리콥터의 주 로터 블레이드에 의해 참수되었고, 첸은 헬리콥터의 오른쪽 착륙 스키드에 깔려 사망했다. 세 명 모두 거의 즉사했다.
재판에서 피고 측은 폭발물이 잘못된 시간에 폭발했다고 주장했다. 헬리콥터에 탑승했던 보조 카메라맨 랜달 로빈슨은 폭발물이 터졌을 때 제작 관리자 댄 앨링엄이 윙고에게 "너무 심하다. 여기를 뜨자"라고 말했지만, 랜디스는 무전으로 "더 낮게... 더 낮게!"라고 소리쳤다고 증언했다. 로빈슨은 윙고가 그 지역을 벗어나려 했지만, "우리는 통제력을 잃었다가 되찾았고, 그 다음에는 무언가가 풀리는 것을 느낄 수 있었고 우리는 원을 그리며 돌기 시작했다"라고 말했다. 또 다른 카메라 조작사였던 스티븐 라이데커는 랜디스가 이전에 스턴트에 대한 경고를 "헬리콥터를 잃을 수도 있다"는 말로 "어깨를 으쓱하며" 무시했다고 증언했다. 라이데커는 랜디스가 그 말을 할 때 농담을 했을 수도 있다는 점을 인정했지만, "그 남자가 한 말을 농담으로 받아들이지 않는 법을 배웠다. 그것은 그의 태도였다. 그는 누구의 제안에도 시간을 할애하지 않았다"라고 덧붙였다.

## 조사
1984년 10월, 미국 연방 교통안전위원회 (NTSB)는 사고에 대한 보고서를 발표했다. 사고의 원인은 파편이 포함된 고온의 특수 효과 폭발물이 저공비행하는 헬리콥터에 너무 가까이서 폭발하여 한쪽 로터 블레이드에 외부 물체 손상을 입히고 다른 로터 블레이드에 열로 인한 박리를 일으켜 헬리콥터의 테일 로터 어셈블리가 분리되고 헬리콥터가 통제 불능으로 추락한 것으로 밝혀졌다. 헬리콥터가 특수 효과 폭발물에 너무 가까이 있었던 것은 헬리콥터 작동을 지휘하던 윙고와 촬영 작업을 책임지던 랜디스 사이에 직접적인 통신 및 조정이 이루어지지 않았기 때문이었다.
연방항공국 (FAA)은 바로 전 3월에 영화 및 텔레비전 제작 시 항공기를 규제하는 방법에 대한 규정을 제정했다. 그러나 새로운 규정은 고정익 항공기만 다루고 헬리콥터는 다루지 않았다. 이 치명적인 사고의 결과로 NTSB는 규정의 적용 범위를 모든 유형의 항공기로 확장할 것을 권고했다. 이에 FAA는 Order 8440.5A, Chapter 14, Section 5를 "헬리콥터 저고도 영화 제작 작업에 면제 증명이 필요하다는 것을 명확히 하고 강조"하기 위해 수정했으며, 이 문구는 1986년에 공식적으로 통합되었다.

## 여파

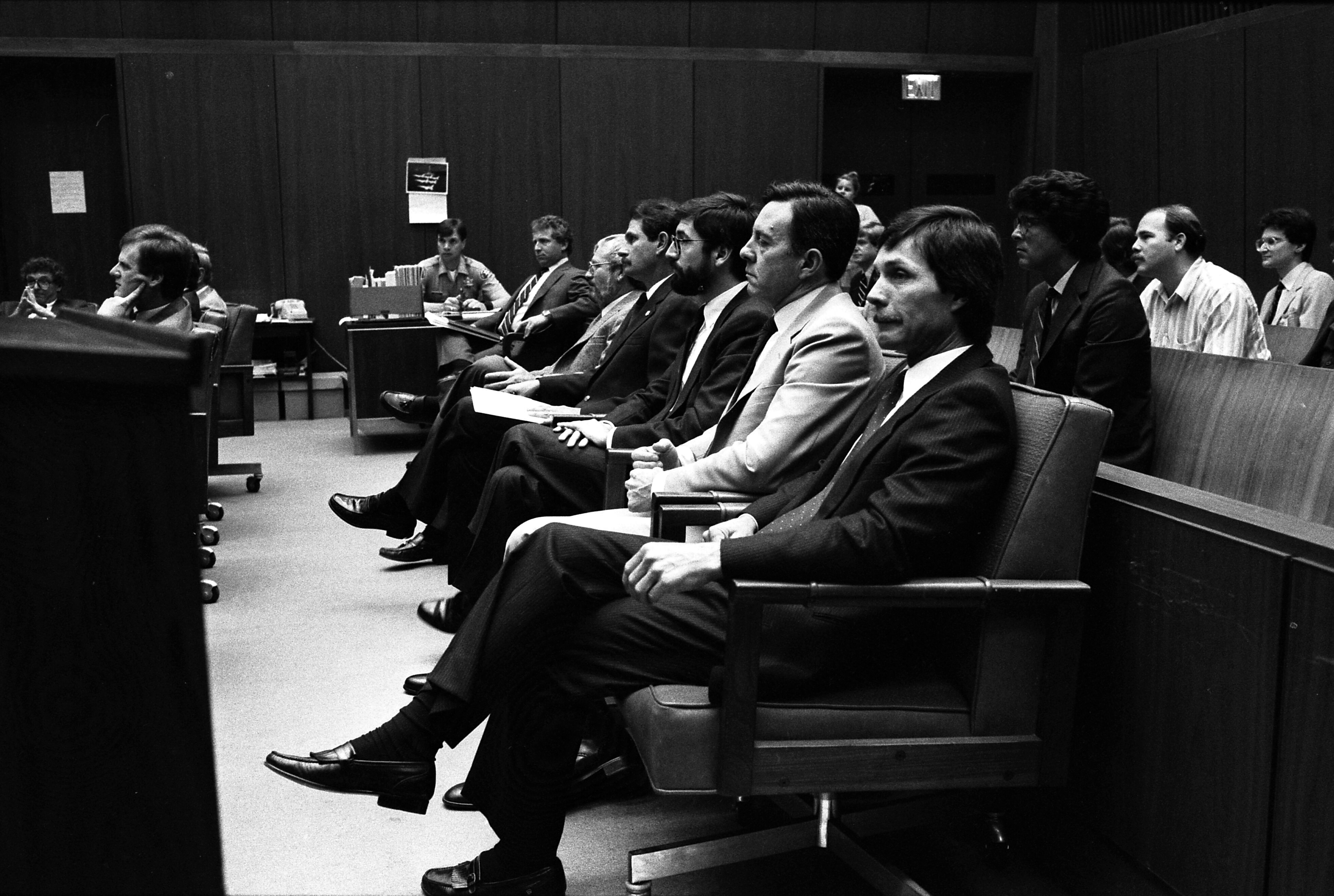
1986년 환상특급 재판에서 법정에 선 존 랜디스 (중앙; 수염) 외 피고인들

이 사고는 거의 10년간 지속된 영화 제작자들을 상대로 한 민사 및 형사 소송으로 이어졌다. 레의 아버지 대니얼 리는 랜디스가 헬리콥터에게 더 낮게 비행하라고 지시하는 것을 들었다고 증언했다. 네 부모 모두 촬영장에 헬리콥터나 폭발물이 있을 것이라는 말을 들은 적이 없으며, 위험은 없고 소음만 있을 것이라는 안심을 받았다고 증언했다. 리는 베트남 전쟁에서 살아남아 아내와 함께 미국으로 이민 왔는데, 베트남 마을 촬영장에서 폭발이 시작되자 전쟁의 기억이 떠올라 경악했다.
랜디스, 폴시, 윙고, 제작 관리자 앨링엄, 폭발물 전문가 폴 스튜어트는 1986년과 1987년에 10개월간 진행된 재판에서 살인 혐의에 대해 재판을 받았고 무죄 판결을 받았다. 피고 측은 사고가 "예측할 수 없고 예측 불가능한" 것이었으며, 실제 범인은 윙고의 헬리콥터를 보지 않고 폭발물을 터뜨린 스태프라고 주장했다. 랜디스, 폴시, 앨링엄이 아동 노동법을 회피했음을 인정했음에도 불구하고, 리와 첸을 불법적으로 고용한 혐의로 기소된 사람은 아무도 없었다.
교차 심문 과정에서 윙고는 모로가 자신이 지시한 대로 헬리콥터를 올려다보지 않은 것에 대해 유감을 표하며, 모로가 "헬리콥터 소리가 변하고 충격이 발생하기까지 5초 이상"의 시간이 있었다고 진술했다. 리아 퍼윈 다고스티노 지방검사보는 윙고의 발언을 비웃으며, 윙고가 모로가 헬리콥터를 어떻게 피할 수 있을 것이라고 예상했는지 의문을 제기하며 "모로는 헬리콥터가 자신에게 돌진하는 동안 거의 무릎 깊이의 물속에 서서 두 아이를 안고 있었다"고 지적했다.
다고스티노는 증언을 "매우 놀랍다"고 말하며, 윙고가 "그러한 상황과 조건에서 빅 모로가 그 헬리콥터를 피하기 위해 무엇을 할 수 있었다고 생각했을 수 있겠는가... 그들은 부모를 비난하고, 화재 안전 담당관을 비난하며, 여기 나와서 모두를 비난하고 있다. 이제는 죽은 사람을 비난하고 있다. 믿을 수 없는 일이다"라고 비판했다. 모로의 가족은 1년 이내에 합의에 도달했으며, 아이들의 가족은 여러 민사 소송을 통해 수백만 달러를 받았다.
이 사고의 결과로, 보조 감독 앤디 하우스는 환상 특급 영화의 크레딧에서 자신의 이름이 삭제되고 "앨런 스미시"로 대체되었다. 영화 촬영장에서 사망 사고로 인해 감독이 기소된 것은 이번이 처음이었다. 이 재판은 "길고 논란이 많으며 극심한 분열을 초래한" 것으로 묘사되었다.
영화배우조합 (SAG) 대변인 마크 로처는 재판 종료 시점에 "이 모든 시련은 업계 전체를 뿌리째 흔들어 놓았다"고 말했다. 워너 브라더스는 "총격전부터 고정익 항공기, 연기 및 폭죽까지 영화 제작의 모든 측면"에 대한 허용 가능한 기준을 확립하기 위해 전담 안전 위원회를 설립했다. 이 기준은 안전 게시판으로 정기적으로 발행되며, 텔레비전 및 장편 영화 제작을 위한 부상 및 질병 예방 프로그램(IIPP) 안전 매뉴얼로 출판된다. IIPP 매뉴얼은 "안전한 작업 환경을 제공하기 위한 지침으로 사용될 안전 작업 관행의 일반적인 개요"이며 모든 스튜디오 직원에게 배포된다.
미국 감독 조합의 안전 위원회는 회원들을 위한 정기적인 안전 게시판 발행을 시작했고, "감독들이 안전 문제에 대한 빠른 답변을 얻을 수 있도록" 전화 핫라인을 개설했다. 이 조합은 또한 추락 사고 이전에는 하지 않았던 세트장에서의 안전 절차 위반에 대해 회원들을 징계하기 시작했다. SAG는 회원들을 위한 24시간 핫라인과 안전 팀을 도입했으며, "회원들이 장면이 안전하지 않다고 생각하면 계약서에 명시된 거부권을 행사하도록 권장"했다. 1982년부터 1986년 사이에 촬영 사고는 69.6% 감소했지만, 여전히 세트장에서 6명의 사망자가 발생했다.
1987년, 주 소방서장실은 이 사고와 화재 예방 규정 및 요구 사항의 일관성 없는 시행에 대한 업계의 우려에 대응하여 영화 및 엔터테인먼트 안전 프로그램을 시작했다. 이 프로그램은 캘리포니아에서 영화 및 텔레비전 산업의 파이로테크닉 특수 효과 사용을 감독한다.
랜디스는 1996년 인터뷰에서 자신의 경력을 논하면서 사고에 대해 이야기했다. "이 모든 이야기에는 전혀 좋은 점이 없었다. 매일 생각하는 그 비극은 내 경력에 막대한 영향을 미쳤고, 거기서 회복하지 못할 수도 있다." 스티븐 스필버그는 랜디스와 함께 환상 특급 영화를 공동 제작했지만, 사고 이후 그들의 우정을 끊었다. 스필버그는 그 추락 사고가 "나를 조금 성장하게 만들었고" 영화 제작에 참여한 모든 사람들을 "영혼의 중심까지 병들게 했다"고 말했다. "어떤 영화도 목숨을 걸 가치가 없다. 사람들은 이제 프로듀서와 감독들이 너무 많은 것을 요구할 때 이전보다 훨씬 더 많이 맞서고 있다고 생각한다. 만약 어떤 것이 안전하지 않다면, 모든 배우나 스태프가 '컷!'을 외칠 권리이자 책임이다."

## 대중문화
이 사고와 형사 재판은 나중에 2000년 E! 트루 할리우드 스토리와 2020년 다큐멘터리 시리즈 Cursed Films의 에피소드로 다루어졌다.

## 같이 보기
- 영화 및 텔레비전 사고 목록
- 20세기 특이한 죽음 목록

## 더 읽어보기
- Farber, Stephen; Green, Marc (June 1988). 《Outrageous Conduct: Art, Ego and the Twilight Zone Case》. New York, NY: 아버 하우스/윌리엄 모로. ISBN 9780877959489.
- Ky Ly Smith, Genaro (2007). 《Dailies》. Santa Fe Writers Project. 2021년 3월 7일에 원본 문서에서 보존된 문서. 2019년 9월 28일에 확인함.
- LaBrecque, Ron (1988). 《Special Effects: Disaster at 'Twilight Zone' The Tragedy and the Trial》. New York: Charles Scribner's Sons. ISBN 0684189437.
- Chopper Down: Helicopter Deaths In The Movies (영화)
- Chain, Steve (April 2022). 《Fly By Night: The Secret History of Steven Spielberg, Warner Bros, and the Twilight Zone Deaths》. Walterville, OR: TrineDay. ISBN 9781634243643.